# کیم سون هو
کیم سون هو (کره‌ای: 김선호؛ زادهٔ ۸ مه ۱۹۸۶) بازیگر اهل کره جنوبی است. او حرفهٔ بازیگری خود را در تئاتر آغاز کرد و در تئاترهای مختلفی حضور پیدا کرد پیش از اینکه در اولین مجموعه تلویزیونی خود به نام مدیر خوب (۲۰۱۷) بازی کند. او به خاطر ایفای نقش در مجموعه‌های تلویزیونی استارت (۲۰۲۰) و دهکده ساحلی چاچاچا (۲۰۲۱) به شهرت رسید. او در نخستین فیلم خود به نام نجیب‌زاده (۲۰۲۳) ایفای نقش کرد.

## حرفه

### ۲۰۱۶–۲۰۰۹: شروع کار در تئاتر
پس از فارغ‌التحصیلی از دبیرستان، کیم در مؤسسه هنر سئول تحصیل کرد و مدرک خود را از گروه «تولید پخش و سرگرمی» دریافت کرد. هنگامیکه در کالج بود، به گروه تئاتر پیوست و بازی در نمایش‌ها را آغاز کرد. اولین نقش او در «بوئینگ جدید» (اقتباسی از نمایشنامه فرانسوی به همین نام) در سال ۲۰۰۹ بود، او در این تئاتر در سال ۲۰۱۳ مجدداً روی صحنه رفت. کیم موفقیت ناچیزی با ظاهر شدن در نمایشنامه محبوب Daehakro پیدا کرد. او در تئاتر Rooftop House Cat و Goal of Love حضور پیدا کرد، که هر دو کمدی عاشقانه بودند. بعدها، او با نقش‌های تاثیرگذارتر، مجموعه کارهای خود را گسترش داد و در آثاری مانند True West و Kiss of the Spider Woman در ۲۰۱۵ و closer در ۲۰۱۶ حاضر شد و توانست در تئاتر به محبوبیت برسد.

### ۲۰۱۷–۲۰۱۹: شروع کار در تلویزیون
کیم سون هو اولین بازی تلویزیونی خود را در سال ۲۰۱۷؛ با پیشنهاد کارگردان لی یون جین که اجرای او را در تئاتر closer دیده بود، در درام اداری شبکه KBS2 با عنوان مدیر خوب ایفای نقش کرد. کار بعدی او، درام کمدی عاشقانه شبکه KBS، قوی‌ترین پیک بود که برای اولین بار به عنوان نقش مکمل حضور پیدا کرد. در همان سال محبوبیت وی با عملکردش در سریال اکشن-کمدی دو پلیس افزایش یافت و برنده ۲ جایزه بخش درام جشنواره MBC ۲۰۱۷ شد. در سال ۲۰۱۸، کیم سون هو در اولین نقش اصلی خود برای درام ویژه تو منو دیوونه می‌کنی در کنار لی یو جوان انتخاب شد. وی سپس در درام تاریخی شاهزاده صد روزه من بازی کرد که به یکی از درام‌های برتر شبکه کابلی کره تبدیل شد. در سپتامبر همان سال، کیم پس از اتمام قرارداد با شرکت تئاتر سابق خود به Salt Entertainment پیوست.
در مارس ۲۰۱۹، کیم در کمدی خنده در وایکیکی۲ در شبکه JTBC نقش یک خواننده مشتاق را بازی کرد. در اکتبر همان سال، وی در درام جنایی-تحقیقاتی روح را بگیر در شبکه tvN، مقابل بازیگر کهنه‌کار مون گئون یونگ، به عنوان اولین نقش اصلی خود در یک مجموعه کامل، بازی کرد. در ۵ نوامبر، کیم در فصل چهارم برنامه پرطرفدار شبکه KBS2 به نام ۲ روز و ۱ شب به اعضای برنامه پیوست؛ او جایزه بهترین تازه‌کار برنامه‌های سرگرمی را در جوایز سرگرمی KBS 2020 برای حضور خود در این برنامه دریافت کرد. در آخرین پروژه خود در سال ۲۰۱۹، او در نمایشنامه Memory in dream [sic] ظاهر شد.

### ۲۰۲۰-اکنون: پیشرفت
کیم در اکتبر۲۰۲۰، در درام  استارت آپ حضور یافت. نقش او به عنوان سرمایه‌گذار نوپا با گذشته‌ای غم‌انگیز مورد استقبال بینندگان قرار گرفت و نامزد دریافت جایزه هنرهای Baeksang برای بهترین بازیگر نقش مکمل مرد-تلویزیون شد. در جریان پخش این درام، کیم سون هو در رتبه‌بندی ماهانه شهرت و برند که توسط مؤسسه تحقیقات تجاری کره انجام می‌گیرد، در رتبه اول قرار گرفت و باعث افزایش محبوبیت داخلی و بین‌المللی او شد. او در ژانویه ۲۰۲۱ از طریق نمایش ICE با کارگردانی جانگ جین، به تئاتر بازگشت؛ و در آن نقش کارآگاهی را بازی کرد که سعی می‌کرد مردی جوان را در پرونده قتل دخیل کند. کیم با پروژه Epitone همکاری کرد و در ماه مه تک آهنگ "Reason" که خوانندگی و ترانه‌سرایی آنرا انجام داده بود، منتشر کرد.
او در سال ۲۰۲۱ در درام تلویزیونی دهکده ساحلی چاچاچا در کنار شین مین آ به ایفای نقش پرداخت.

## فیلم‌شناسی

### فیلم
| سال  | عنوان    | نقش      | منابع |
| ---- | -------- | -------- | ----- |
| ۲۰۲۳ | نجیب‌زاده | نجیب‌زاده | [ ۱ ] |

### مجموعه تلویزیونی
| سال       | عنوان                | نقش          | توضیحات               | منابع  |
| --------- | -------------------- | ------------ | --------------------- | ------ |
| ۲۰۱۷      | مدیر خوب             | سون سانگ ته  |                       | [ ۲ ]  |
| ۲۰۱۷      | قوی‌ترین پیک          | اوه جین کیو  |                       | [ ۳ ]  |
| ۲۰۱۷–۲۰۱۸ | دو پلیس              | گونگ سو چانگ |                       | [ ۴ ]  |
| ۲۰۱۸      | داری دیوونم می‌کنی    | کیم ره وان   | درام ویژه             | [ ۵ ]  |
| ۲۰۱۸      | خدمتکار تو           | یونگ جون     | حضور افتخاری، قسمت ۲  | [ ۶ ]  |
| ۲۰۱۸      | شاهزاده صد روزه من   | جونگ جه یون  |                       | [ ۷ ]  |
| ۲۰۱۸      | حس خوب برای مردن     | کیم مین هیوک | حضور افتخاری، قسمت ۴  | [ ۸ ]  |
| ۲۰۱۹      | خنده در وایکیکی ۲    | چا وو شیک    |                       | [ ۹ ]  |
| ۲۰۱۹      | شبح را بگیر          | گو جی سوک    |                       | [ ۱۰ ] |
| ۲۰۲۰      | در خاطرت مرا پیدا کن | سو گوانگ جین | حضور افتخاری، قسمت ۱  | [ ۱۱ ] |
| ۲۰۲۰      | استارت آپ            | هان جی پیونگ |                       | [ ۱۲ ] |
| ۲۰۲۱      | ران آن               | کیم سانگ هو  | حضور افتخاری، قسمت ۱۶ | [ ۱۳ ] |
| ۲۰۲۱      | دهکده ساحلی چاچاچا   | هونگ دو شیک  |                       | [ ۱۴ ] |

### مجموعه اینترنتی
| سال  | عنوان                         | نقش          | توضیحات   | منابع         |
| ---- | ----------------------------- | ------------ | --------- | ------------- |
| ۲۰۲۴ | ستمگر                         | چوی گوک جانگ |           | [ ۱۵ ] [ ۱۶ ] |
| ۲۰۲۵ | وقتی زندگی به تو نارنگی می‌دهد | ن/م          | حضور ویژه | [ ۱۷ ] [ ۱۸ ] |
| ۲۰۲۵ | آیا این عشق می‌تونه تعبیر بشه؟ | جو هو جین    |           | [ ۱۹ ] [ ۲۰ ] |
| ن/م  | در اینترنت                    | اِن           |           | [ ۲۱ ] [ ۲۲ ] |

### برنامه تلویزیونی
| سال       | عنوان               | نقش               | توضیحات                          | منابع  |
| --------- | ------------------- | ----------------- | -------------------------------- | ------ |
| ۲۰۱۹–۲۰۲۱ | ۲ روز و ۱ شب        | عضو گروه بازیگران | فصل ۴ (قسمت ۱–۹۵)                | [ ۲۳ ] |
| ۲۰۲۰      | ام‌بی‌سی گایو ده‌جه‌جون | میزبان            | همراه ایم یون آه و جانگ سونگ کیو | [ ۲۴ ] |

## جوایز و نامزدی‌ها
| سال  | جشنواره                             | بخش                            | کار نامزد شده          | نتیجه    |
| ---- | ----------------------------------- | ------------------------------ | ---------------------- | -------- |
| ۲۰۱۷ | KBS Drama Awards                    | بهترین بازیگر جدید مرد         | قوی‌ترین پیک و مدیر خوب | نامزدشده |
| ۲۰۱۷ | MBC Drama Awards                    | بهترین بازیگر درام             | دو پلیس                | برنده    |
| ۲۰۱۷ | MBC Drama Awards                    | بهترین بازیگر جدید مرد         | دو پلیس                | برنده    |
| ۲۰۱۷ | MBC Drama Awards                    | بهترین شخصیت کامیک             | دو پلیس                | نامزدشده |
| ۲۰۲۰ | Asia Artist Awards                  | جایزه محبوبیت (بازیگر)         | Kim Seon Ho            | نامزدشده |
| ۲۰۲۰ | Asia Artist Awards                  | بهترین بازی احساسی (بازیگر)    | Kim Seon Ho            | برنده    |
| ۲۰۲۰ | Asia Model Festival                 | جایزه بهترین سلبریتی           | Kim Seon Ho            | برنده    |
| ۲۰۲۱ | ۵۷مین مراسم اهدای جوایز هنری بکسانگ | جایزه محبوبیت (بازیگر)         | استارت آپ              | برنده    |
| ۲۰۲۱ | ۵۷مین مراسم اهدای جوایز هنری بکسانگ | بهترین بازیگر نقش مکمل         | استارت آپ              | نامزدشده |
| ۲۰۲۱ | Korean Broadcasting Awards          | جایزه محبوبیت-سرگرمی           | 1Days & 2Night         | برنده    |
| ۲۰۲۰ | KBS Entertainment Awards            | جایزه تازه‌کار بخش Show/Variety | 1Days & 2Night         | برنده    |
| ۲۰۲۱ | Brand Customer Loyalty Awards       | Trend Icon – Actor             | Kim Seon Ho            | برنده    |
| ۲۰۲۱ | Brand Customer Loyalty Awards       | Male Multitainer               | Kim Seon Ho            | برنده    |